# Gustav Wiklund (född 1939)

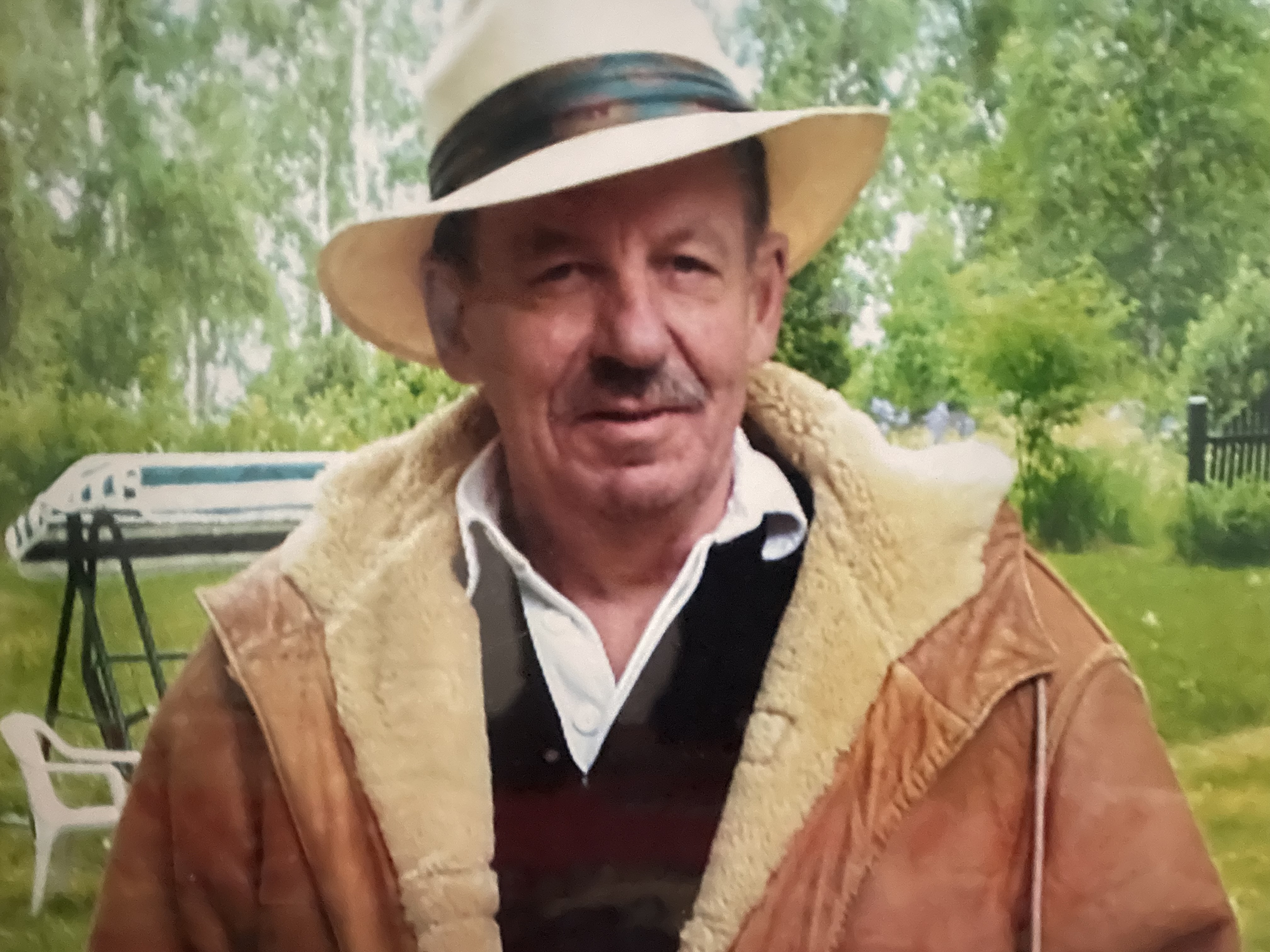
Gustaf på Sjötorp

Lars Gustaf Emil Wiklund, född 4 juni 1939 i Ludvika i Dalarna, död 31 oktober 2020 i Maria Magdalena distrikt i Stockholm, var en svensk regissör, manusförfattare, regiassistent och inspelningsledare inom film och teater. Även verksam som konstnär.
Wiklund inledde sin kulturella bana redan i gymnasiet där han anordnade ett otal författarbesök samt kontrakterade dansorkestrar och jazzmusiker. Studerade också för "arbetets målare" Johan Ahlbäck, Smedjebacken. Efter flytt till Stockholm 1957 arbetade han i tryckeri och bokhandel och gjorde sin militärtjänst vid Svea livgarde. Följdes till Stockholm av sin yngre bror Per Wiklund (1946–1997), senare framgångsrik modefotograf och fotokonstnär.
År 1960 var Wiklund representerad på Vårsalongen Liljevalchs. Gick 1959–1960 på Konstfack, först på linjen för Reklam och bokhantverk men övergick på professor Einar Forseths inrådan till fritt måleri. Avbröt studierna för att filmintresset tog över. Han inledde sin "filmkarriär" 1959–1961 med journalfilm. Först som assistent, därefter med egna filmer på Torgny Wickmans Ellwe-film/Svensk journalfilm. Drev också 1960–1961 en tidig "art-cinema", biografen Mascot på Sibyllegatan. Arbetade 1963–1964 som passare och snickarförman på Svensk Filmindustri (SF). Inom teatern arbetade han 1963–1969, tidvis som scenarbetare och tillförordnad scenmästare på Dramaten, likaså som inspicient och allt-i-allo på ABC-teatern. Skrev, regisserade och scenograferade två pjäser åt Pistolteatern, som då låg vid Munkbron: den uppmärksammade Fransk varieté om Ben Barkaaffären 1966 samt Tag min bil 1967. Samma år startade han caféteatern Fregatten i Stadsgården, där han själv spelade en av huvudrollerna i premiärpjäsen Strutsen. Gjorde under en tioårsperiod tre egna kortfilmer, varav en prisbelöntes på festivalen i Locarno 1966 samt två långfilmer. Stack emellan som inspelningsledare, regiassistent och dubbingregissör på Swedish Filmproduction och Filmmakarna 1970–1973.
Åren 1974–1987 var han knuten till produktionsbolaget Moviemakers, främst som inspelningsledare för ett tiotal långfilmer, ett stort antal singlar och fyra serier för TV.
På TV-serien Kulla-Gulla 1986–1987 fick han hoppa in som regissör med några få dagars varsel, även om han hade varit inblandad i förarbetena, med teamval, platsletning och skådespelaruttagning. Det råder viss förvirring om antal episoder och säsonger. Ibland anges 19 avsnitt. Den första säsongen bestod av 12 avsnitt, varav 1+2 och 11+12 sändes samtidigt. Manuset hade skrivits av Gertrud Hemmel, med lätt bearbetning, mest dialogstrykningar, av Wiklund. Andra säsongen 1987 bestod av 6 avsnitt och manus skrevs av honom. I samband med TV-premiären klipptes första säsongen ned till 6 avsnitt som sändes samtidigt med de nya 6, alltså sammanlagt 12 avsnitt. En tredje säsong planerades, men blev aldrig av.
Därefter återupptog Wiklund måleriet med en framgångsrik separatutställning på Galleri St. Nikolaus i Gamla Stan 1989, följd av ytterligare några under 1990-talet och en bit in på 2000-talet, främst på St.Nikolaus och Galleri Tersaeus. Han arbetade också som cafévärd inom psykvården i Nacka samt en tid som vikarierande studierektor för film och teater på Kulturama.
Åren 1964–1974 var han gift med författaren och översättaren Britt Arenander. År 1965 föddes sonen Per. Från och med 1975 och till sin död sammanlevde han med komvuxläraren och översättaren Dorothee (Dörthe) Sporrong. Paret gifte sig 1989. Wiklund är gravsatt i askgravlunden på Maria Magdalena kyrkogård i Stockholm.

## Filmografi

### Regi
- 1964 – Isbjörnarna (kortfilm)
- 1965 – Mamma undrar hur loppan mår? (kortfilm)
- 1965 – Eko (kortfilm)
- 1971 – Exponerad
- 1975 – Sängkamrater
- 1986 – Kulla-Gulla (TV-serie)

### Regiassistent
- 1970 – Kyrkoherden
- 1974 – Sams
- 1979 – Godnatt jord
- 1982 – Mamma

### Produktions/projektledare
- 1978 – Anna och gänget
- 1981 – Hundarnas morgon
- 1984 – Träpatronerna

### Manus
- 1964 – Isbjörnarna (kortfilm)
- 1965 – Mamma undrar hur loppan mår? (kortfilm)
- 1975 – Sängkamrater
- 1986 – Kulla-Gulla (TV-serie)

### Producent
- 1971 – Exponerad
- 1975 – Sängkamrater

### Roller
- 1980 – Mördare! Mördare!
- 1980 – Barna från Blåsjöfjället
- 1981 – Operation Leo
- 1982 – Sova räv
- 1985 – Skuggspel (Svenska brott)
- 1986 – Kulla-Gulla

### Fotnoter
1. ↑  Familjesidan.se
2. ↑   ”Gustaf Wiklund”. Svensk Filmdatabas. http://sfi.se/sv/svensk-filmdatabas/Item/?type=PERSON&itemid=322440&iv=OVERVIEW. Läst 27 mars 2013.
3. ↑  ”Wiklund, Lars Gustav Emil”. SvenskaGravar.se. https://www.svenskagravar.se/gravsatt/44685ffa-ad30-4670-b736-9336cfd350e4. Läst 5 januari 2025.